# Jean Judet
Pour les articles homonymes, voir Judet.
Jean Léonard Judet, né le 20 juillet 1846 à Soumans (Creuse) et mort le 6 mai 1907 à Lavaufranche (Creuse), est un agriculteur et un homme politique français.

## Biographie
Issu d'une famille d'agriculteurs propriétaires, dont plusieurs membres ont exercé des fonctions municipales, il est élu aux élections municipales de 1877 et nommé maire de Lavaufranche. Puis il devient conseiller d'arrondissement en 1883 et conseiller général en 1898.
Candidat républicain radical-socialiste à l'élection législative dans la circonscription de Boussac en 1902, il fait campagne en faveur de l'impôt progressif sur le revenu, de la séparation des Églises et de l'État et la suppression du budget du culte. Il est élu député au second tour avec 5 226 sur 12 516 inscrits et 7 978 votants et démissionne de ses fonctions de conseiller général, un an après sa réélection.
En 1906, il est réélu au second tour avec 5 075 voix sur 9 471 votants. Il meurt, avant la fin de son mandat, en 1907, à l'âge de 61 ans. Son fils, Victor Judet, lui succède au terme d'une élection partielle.